# دوربین دید در شب

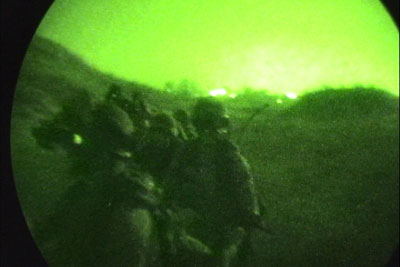
تصویری از «عملیات صور» که در طول جنگ لبنان و اسرائیل (۲۰۰۶) به وسیله یکی از تکاوران یگان شایتت ۱۳، نیروهای دفاعی اسرائیل و به وسیله دوربین دید در شب برداشته شده است.

دوربین دید درشب از ابزارهای نبرد شبانه است و اصطلاحاً به تجهیزاتی گفته می‌شود که امکان دیدن در تاریکی را فراهم می‌کند. با این تجهیزات عملاً می‌توان فردی را که در فاصله ۲۰۰متری در تاریکی مطلق ایستاده است؛ مشاهده کرد.

## طرزکار
این دوربین‌ها بسته به فناوری مورد استفاده خود به دو طریق کار می‌کنند:
۱-بهسازی تصویر
۲-تصویرسازی گرمایی
تجهیزات نوع اول یا بهسازی تصویر از روش جمع‌آوری و تقویت نورهای اندکی که از جسم متصاعد می‌شود و منابع نوری محدود موجود در محیط (ستاره‌ها و ماه) که با چشم غیرمسلح دیده نمی‌شوند استفاده می‌کند. در نوع دوم یا تصویرسازی گرمایی از جمع‌آوری بخش بالایی طیف‌های نور فروسرخ استفاده می‌شود. این طیف‌ها به‌عنوان گرما از جسم متصاعد می‌شوندو بنابراین اشیایی که گرم هستند مانند بدن جانداران بیشتر از اجسام سرد مانند درختان تشعشع فروسرخ دارند. اما از آنجا که تصویر این دوربین‌ها دارای طیف رنگی غیرواقعی (قرمز برای جسم گرم و آبی برای جسم سرد) هستند؛ چندان مورد استفاده به‌عنوان دوربین دید در شب نیست و مصارف خاص دیگری دارد.
بنابر توضیحات فوق واژه دید در شب به تجهیزات نوع اول یا بهسازی تصویر گفته می‌شود که در این مقاله به توضیح آن می‌پردازیم.

### فناوری بهسازی تصویر
همان گونه که گفته شد در این روش نورهای محدود موجود در محیط (ستاره‌ها، ماه یا فروسرخ) توسط لنز شیئی که یک لنز معمولی است جمع‌آوری شده و به استوانه کاتدی تقویت تصویر فرستاده می‌شود. فوتون های نور در بدو ورود به این استوانه به الکترون تبدیل می‌شوند. در طول این استوانه الکترون‌ها به واسطه فرایندهای الکتریکی و شیمیایی از نظر تعداد تقویت می‌شوند. این الکترون‌های مضاعف شده به سمت صفحه فسفری که الکترون‌ها را مجدداً به نور مرئی تبدیل می‌کند پرتاب شده و تصویر تولید شده به وسیله این صفحه در لنز چشمی مشاهده می‌شود. این تصویر بازسازی شده به صورت اشباع با رنگ سبز مشاهده می‌شود.
تجهیزات دید درشب در طول سال‌ها تکمیل شده‌اند. این تجهیزات را به لحاظ فناوری ساخت می‌توان به پنج نسل تقسیم کرد. تفاوت این نسل‌ها در استوانه تقویت کننده نور که در حقیقت قلب یک دوربین دید درشب یا NVD می‌باشد است.

## فناوریIVS
با تجزیه و تحلیل ویدیوی هوشمند داخلی، NVR توانایی تشخیص و تجزیه و تحلیل اشیا در حال حرکت را برای نظارت تصویری بهتر دارد. NVR اطلاعات استاندارد اختیاری را فراهم می کند که اجازه می دهد رفتارهای مختلف اشیا مانند اشیا رها شده یا گمشده را تشخیص دهد. IVS همچنین از تجزیه و تحلیل Tripwire پشتیبانی می کند ، به دوربین اجازه می دهد تا تشخیص دهد که یک خط از پیش تعیین شده، تعداد افراد، ایده آل برای هوش تجاری و تشخیص چهره ، برای جستجو یا شناسایی افراد و… این ها قابلیت هایی است که الگوریتم IVS به دستگاه NVR می دهد.

## نسل صفر
سامانه دید درشب ابتدایی که توسط نیروی زمینی ایالات متحده ساخته و در جنگ جهانی دوم و جنگ کره مورد استفاده قرار گرفت. این NVDها از فناوری فروسرخ فعال استفاده می‌کردند. بدین معنی که یک واحد نشانگر فروسرخ که نور فروسرخ را مانند چراغ قوه می‌تاباند به NVD متصل است. لنز NVD نیز بازتابش این پرتوها را دریافت و تصویر را تهیه می‌کند. مشکل اساسی این طرح این بود که به سرعت به‌وسیله دشمنان نمونه‌برداری شد و سربازان دشمن به‌وسیله NVDهای خود می‌توانستند پرتوهای فروسرخ تابش شده را ببینند.

## نسل اول
این نسل هم‌اکنون رایج‌ترین نوع مورد استفاده در دنیا است. یک NVD نسل اول، نور موجود در محیط را چندین هزار برابر تقویت می‌کند و به این ترتیب تصویر واضحی از تاریکی در اختیار شما قرار می‌دهد. این تجهیزات تصویر کامل و واضحی را با قیمت ارزان برای شما تهیه می‌کند که برای قایقرانی، شکار، مشاهده حیات وحش یا محافظت از منزل مناسب است. در هنگام استفاده از این تجهیزات به موارد زیر برخورد می‌کنید:
- یک صدای زوزه ضعیف از دستگاه شنیده می‌شود.
- لبه‌های تصویر کمی محوشدگی دارند. این پدیده به‌عنوان انحراف هندسی (Geometric Distortion) شناخته می‌شود.
- وقتی دستگاه را خاموش می‌کنید تا مدتی با رنگ سبز می‌درخشد.

## نسل دوم
این نسل به علت قیمت بیشتر (حدود ۵۰۰ تا ۱۰۰۰ دلار بیشتر از نسل اول) جهت نیروهای پلیسی و قانونی یا کاربردهای حرفه‌ای استفاده می‌شود. تفاوت اصلی بین نسل اول و دوم استفاده از یک صفحه میکرو کانال موسوم به MCP می‌باشد. MCP از میلیونها فیبر نوری کوتاه و موازی تشکیل شده‌است. زمانی که الکترونها از این شبکه فیبر نوری می‌گذرند هزاران الکترون دیگر نیز آزاد می‌شود. این فرایند سبب می‌شود تا تقویت نور در این تجهیزات چندین برابر نسل اول شده و تصویر مناسب‌تر و شفاف‌تری بدست آید.

## نسل سوم
در این نسل با استفاده از ماده شیمیایی حساس گالیم آرسنید تصویر روشن و شفاف‌تر و با تفکیک‌پذیری بالاتری بدست می‌آید. همچنین استوانه تقویت‌کننده با یک محافظ یونی پوشیده شده‌است که عمر استوانه را افزایش می‌دهد.

## نسل چهارم
این نسل بدون شک بزرگ‌ترین رکورد در فناوری تقویت تصویر در ۱۰ سال گذشته می‌باشد. با حذف محافظ یونی که در نسل سوم افزوده شده‌بود؛ اختلالات زمینه نیز کاهش یافته و نسبت سیگنال به نویز افزایش می‌یابد. افزودن یک سامانه تأمین توان با تنظیم خودکار اجازه می‌دهد که NVD بتواند به هرگونه نوسان در شرایط نوری پاسخ دهد. این توانایی پیشرفت عظیمی در تجهیزات دید در شب ایجاد کرده‌است. چرا که به کاربران NVD اجازه می‌دهد به سرعت و بدون هیچ تأثیرات جانبی از شرایط پرنور به شرایط کم‌نور برود.
از جمله ویژگی‌های نسل چهارم می‌توان به موارد زیر اشاره کرد:
۱-بیش از ۱۰۰٪ پیشرفت در پاسخ تصویری.
۲-نمایش فوق‌العاده در نورهای بسیار کم.
۳-حداقل سه برابر وضوح و تفکیک‌پذیری بیشتر در نورهای کم.
گرچه اکثر NVDهای موجود در بازار از نسل صفر و یک می‌باشند؛ این نسل همچنین به رکورد جدید در بازار تجهیزات دید در شب دست یافت.
نسل چهارم تجهیزات دید درشب، اثربخشی عملیات شبانه را برای نیروهای نظامی استفاده‌کننده از این تجهیزات، به‌طور قابل توجهی افزایش داده‌است.